# Madeleine Jouvray
Marie Madeleine Jouvray née le 31 mars 1862 à Paris (3e arrondissement) et morte le 18 novembre 1935 à Meudon (Hauts-de-Seine) est une sculptrice française.

## Biographie
De 1889 à 1901, Madeleine Jouvray expose au Salon des artistes français, puis de 1904 à 1914 au Salon de la Société nationale des beaux-arts.
Elle eut comme élèves, entre autres, José de Charmoy, dont elle fut la bienfaitrice.

## Œuvres
- Salon des artistes français :
  - 1889 : Douleur d'âme, statue en plâtre, no 4544[3].

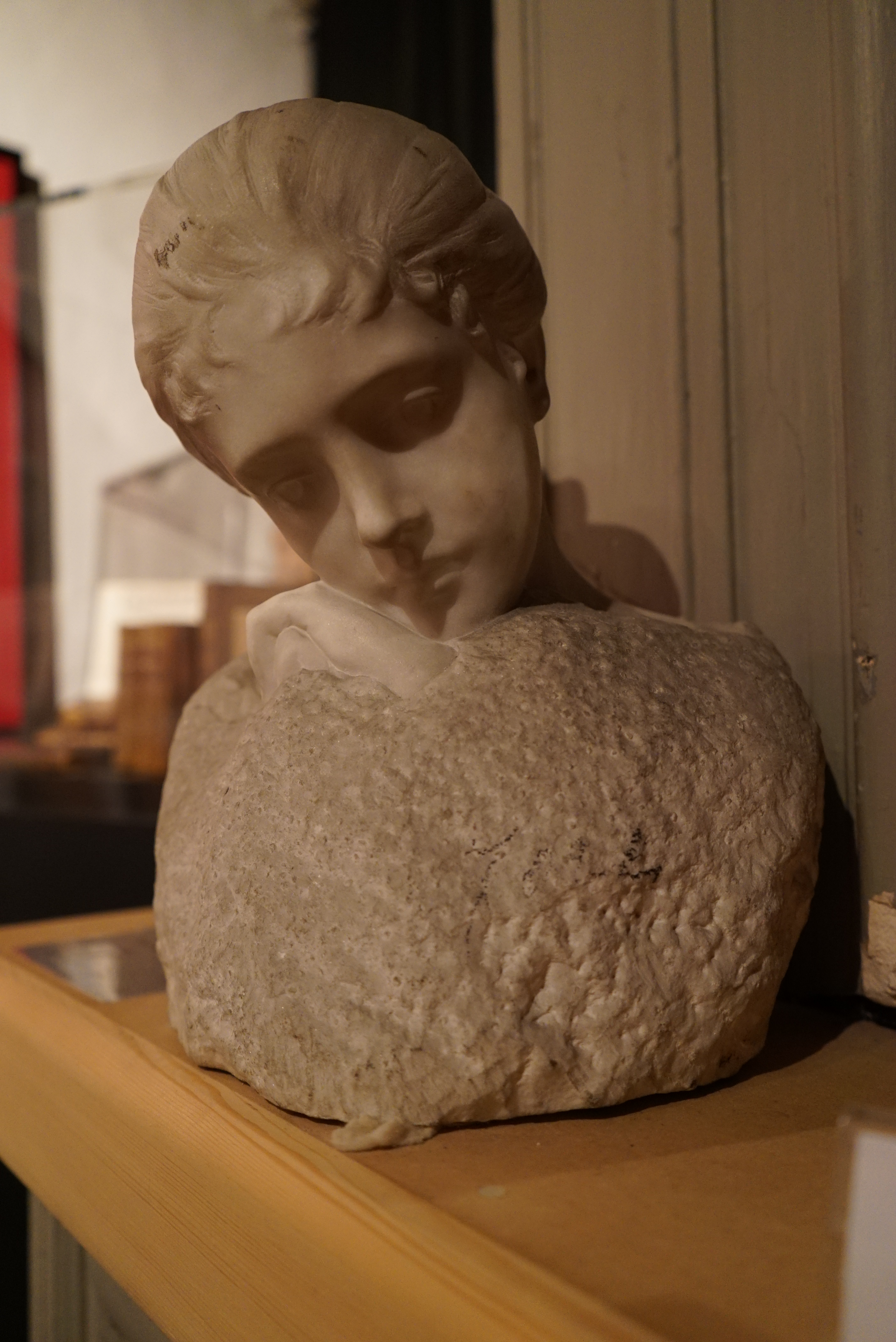
La Pensée, Château-Thierry, musée Jean-de-La-Fontaine.

  - 1890 : Étude, buste en plâtre, no 4050[4].
  - 1891 : Coquette, statuette en plâtre, no 2622[5].
  - 1892 : Monsieur le Docteur Maréchal, buste en plâtre, no 2734[6].
  - 1893 : La Fortune et l'amour, groupe en plâtre, no 3013[7].
  - 1896 : Une source, no 3548. Son adresse mentionnée à cette occasion est au 47, rue Blomet à Paris[8].
  - 1897 : Le Baiser, no 3078[9].
  - 1899 : La Pensée, no 3603[10].
  - 1901 : Jupiter et Sémélé, no 3294[11].